# Гола
Гола је насељено место и седиште општине у Копривничко-крижевачкој жупанији, Република Хрватска.

## Историја
До територијалне реорганизације у Хрватској налазила се у саставу бивше велике општине Копривница.

## Становништво
На попису становништва 2011. године, општина Гола је имала 2.431 становника, од чега у самој Голој 885.

## Попис1991.
На попису становништва 1991. године, насељено место Гола је имало 1.102 становника, следећег националног састава:
| Попис 1991.‍   | Попис 1991.‍  | Попис 1991.‍ | Попис 1991.‍ | Попис 1991.‍ |
| ------------- | ------------ | ----------- | ----------- | ----------- |
|               |              |             |             |             |
| Хрвати        | Хрвати       |             | 1.092       | 99,09%      |
| Југословени   | Југословени  |             | 2           | 0,18%       |
| Муслимани     | Муслимани    |             | 1           | 0,09%       |
| Русини        | Русини       |             | 1           | 0,09%       |
| неопредељени  | неопредељени |             | 2           | 0,18%       |
| непознато     | непознато    |             | 4           | 0,36%       |
| укупно: 1.102 |              |             |             |             |